# Heinrich Schacht (Schriftsteller)

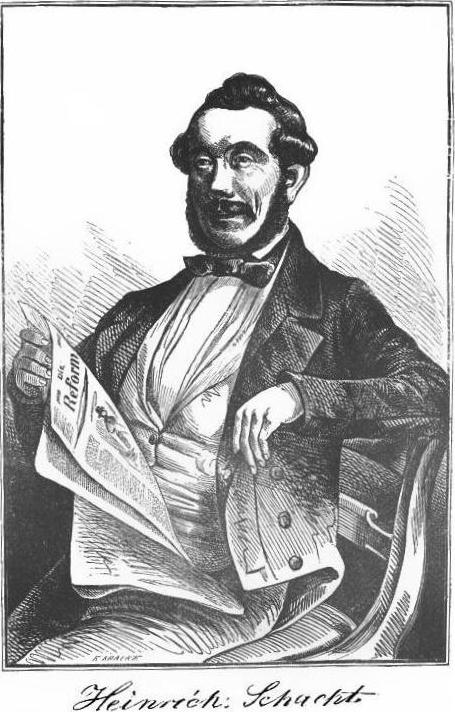
Heinrich Schacht

Heinrich Schacht (* 23. Juni 1817 in Hamburg; † 13. Juli 1863 ebenda) war ein hamburgischer Schriftsteller und Arbeiterdichter, der in hochdeutscher und plattdeutscher Sprache publizierte.

## Leben
Heinrich Schacht war Sohn eines Schmiedemeisters. Er wäre gerne zur See gefahren, konnte sich jedoch keine Ausrüstung leisten. Er absolvierte eine Schmiedelehre und arbeitete jahrelang als Schiffsschmied. Von 1848 an publizierte Schacht eigene Texte in der Hamburger Zeitung Die Reform des Verlegers Jacob Ferdinand Richter. Die Zeitung galt als demokratisch eingestelltes Blatt, das vom Hamburger Kleinbürgertum gelesen wurde. Richter begann Schacht zu fördern und ermöglichte ihm ein Auskommen jenseits des Schmiedeberufes. Ab 1853 verdiente Schacht seinen Lebensunterhalt als Kolporteur (fliegender Buchhändler) und Gelegenheitsdichter in Hamburg.
Schacht gilt neben Gorch Fock als einer der wichtigsten Vertreter des jüngeren Seemannslieds. Der von ihm 1860 herausgegebenen Sammlung Seemanns Liedertafel, die bis 1903 zwölf Auflagen erlebte und 52 eigene Lieder sowie Texte anderer Autoren enthält, wird allerdings vorgehalten, im Wesentlichen Seefahrtsromantik des 19. Jahrhunderts zu transportieren und eine „meist völlig unrealistische Schilderung des Seemannslebens“ wiederzugeben.
Heinrich Schacht ist der Verfasser des Shantys De Runner von Hamburg, das unter anderem von Hannes Wader aufgenommen wurde, und des Liedes Ein stolzes Schiff über deutsche Auswanderer im 19. Jahrhundert, das im Zuge des Volksliedrevivals der 1970er Jahre durch die Folkband Zupfgeigenhansel populär gemacht wurde. Allerdings beruhte die Fassung von Zupfgeigenhansel auf einem Textblatt, das unvollständig und ohne Nennung des Autors im Deutschen Volksliedarchiv in Freiburg gefunden wurde, so dass Schacht erst 1995 durch einen Zufallsfund als Autor des Liedtextes wiederentdeckt wurde.

## Werke
- Bilder aus Hamburg’s Volksleben. J. F. Richter, Hamburg 1855 (Digitalisat in der Google-Buchsuche).
- Fabeln für das Fibeltheater verfasst. Ein niedliches Weihnachtsgeschenk für Kinder; hoch- und plattdeutsche Gedichte etc. Hamburg 1855.
- Die kleinen Höfe mit ihren Gebrechen. In plattdeutschen Reimen. Höber, Hamburg 1856.
- Hamburger Kinder-Theater und Polichinell. In Platt- und Hochdeutsch; acht Stücke. Hamburg 1858.
- Bimbam-Polka von L. Brandt jun. oder: En Sünndagabend im Millerndhor, de letzten fief Minuten vor Sperr. Hamburg 1859 (Digitalisat).
- De Hamborger Uutroop. Gedicht. Hamburg 1859 (Digitalisat).
- Friedrich Schiller’s Leben in plattdeutschen Versen. Selbstverlag, Hamburg 1859.
- Seemanns Liedertafel. Hamburg, Kramer 1860 (zwölf Auflagen bis 1903[6]).
- Hamburger Polterabend-Gedichte. Neue Original-Gedichte und Scherze in Platt- und Hochdeutsch; für eine und mehrere Personen, wie auch für Kinder. Hamburg 1861 (weitere Auflagen: 1878, 1892; Digitalisat in der Google-Buchsuche).

Postume Veröffentlichungen
- Plattdeutsche Gedichte zum Vortrag in geselligen Kreisen. Hamburg 1874 (weitere Auflagen: 1876, 1877; Digitalisat in der Google-Buchsuche).
- (mit Albert Peter Johann Krüger): De plattdütsche Pulterobend. För vergneugte Lüüd / von Schacht und Krüger (= Hamborger Volksbööker. 2). Steudel u. Hartkopf, Hamburg 1902.
- Plattdütsche Schipperleeder. För vergneugte Seelüd (= Hamborger Volksbööker. 3). Steudel u. Hartkopf, Hamburg 1903.